# Liste der Baudenkmale in Otekaieke
Die Liste der Baudenkmale in Otekaieke umfasst alle vom New Zealand Historic Places Trust (NZHPT) als „Historic Place“ oder „Historic Area“ eingestuften Baudenkmale und Flächendenkmale der neuseeländischen Ortschaft Pigeon Bay. Die Angaben stammen aus dem Register des NZHPT. Die Bezeichnungen der Baudenkmale orientieren sich an diesem Register. In die Liste werden auch bekannte Wahi Tapu (Area), kulturell und religiös bedeutsame Stätten und Gebiete der Māori, aufgenommen. Sie werden jedoch meist nicht publiziert.

| Bild | Bezeichnung                                   | Ort       | Anschrift                                            | Beschreibung                                        | Bauzeit | Eintrag            | Nummer | Kat. |
| ---- | --------------------------------------------- | --------- | ---------------------------------------------------- | --------------------------------------------------- | ------- | ------------------ | ------ | ---- |
| BW   | Robert Campbell House Stables                 | Otekaieke | Special School Road, Campbell Park Karte (ungenau)   | Stallungen                                          | 1879    | 26. November 1987  | 4377   | 1    |
| BW   | Robert Campbell House                         | Otekaieke | Special School Road, Campbell Park Karte             | Villa                                               | 1879    | 26. November 1987  | 4378   | 1    |
| BW   | Robert Campbell Estate Cottage                | Otekaieke | Special School Road, Campbell Park Karte (ungenau)   | Wohnhaus, NZ Archaeological Association Site I40/65 | n.a.    | 25. September 1986 | 4887   | 2    |
| BW   | Dansey's Cottage                              | Otekaieke | Special School Road, Campbell Park Karte (ungenau)   | Wohnhütte                                           | n.a.    | 7. April 1983      | 2419   | 2    |
| BW   | Hille's Cave                                  | Otekaieke | Special School Road, Campbell Park Karte (ungenau)   | n.a., NZ Archaeological Association Site I40/65     | n.a.    | 7. April 1983      | 2422   | 2    |
| BW   | Otekaieke Station Cookshop und Men’s Quarters | Otekaieke | 468-488 Special School Road, Otekaieke Station Karte | Küche und Männerquartier einer Farm                 | 1860    | 7. April 1983      | 2426   | 2    |
| BW   | Otekaieke Station Woolshed                    | Otekaieke | 468-488 Special School Road, Otekaieke Station Karte | Wollschuppen                                        | 1860    | 7. April 1983      | 2427   | 2    |